# Imma accuralis
Imma accuralis är en fjärilsart som beskrevs av Walker 1859. Imma accuralis ingår i släktet Imma och familjen Immidae. Inga underarter finns listade i Catalogue of Life.